# Ruiterpad

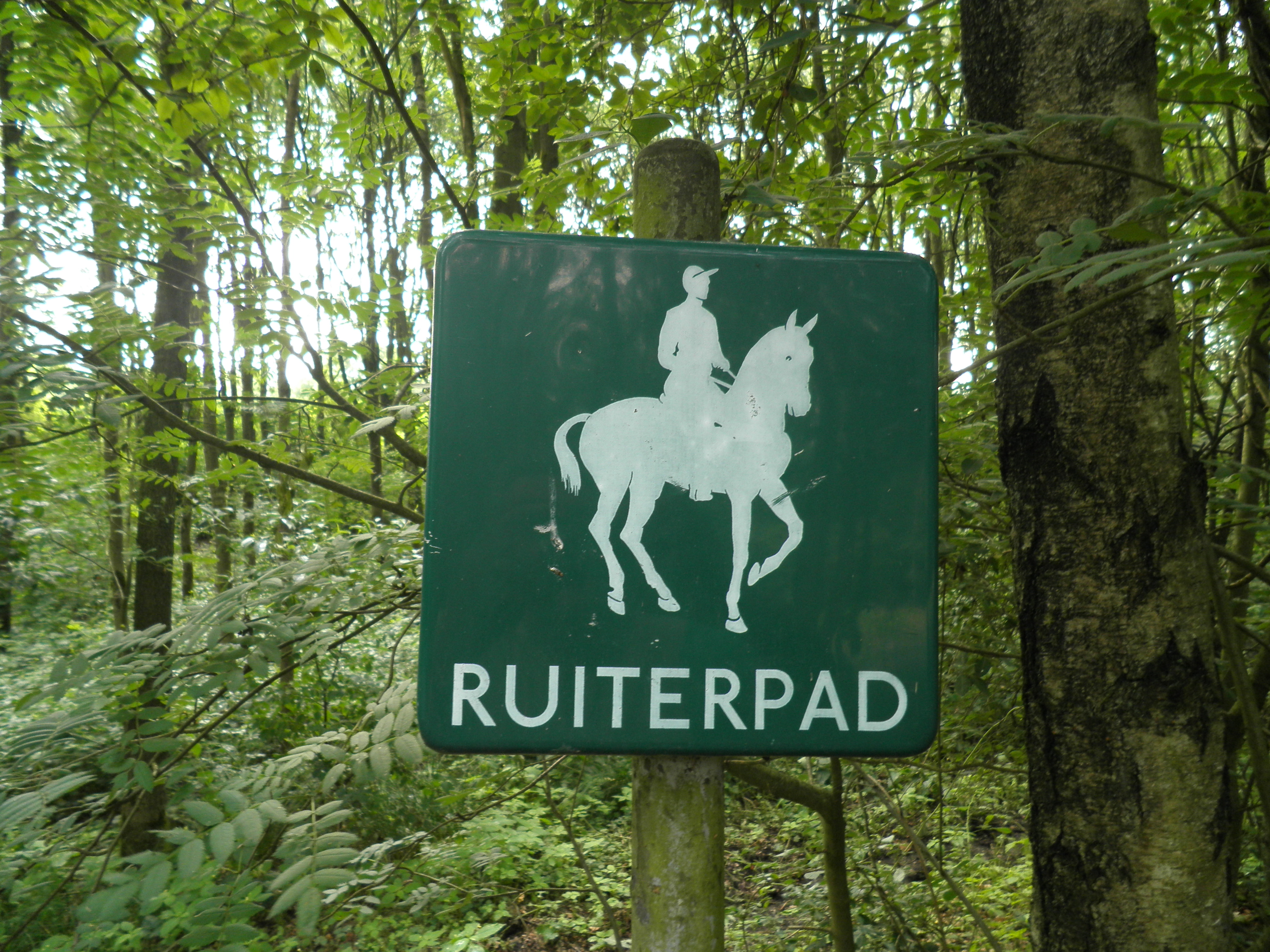
Bord: ruiterpad

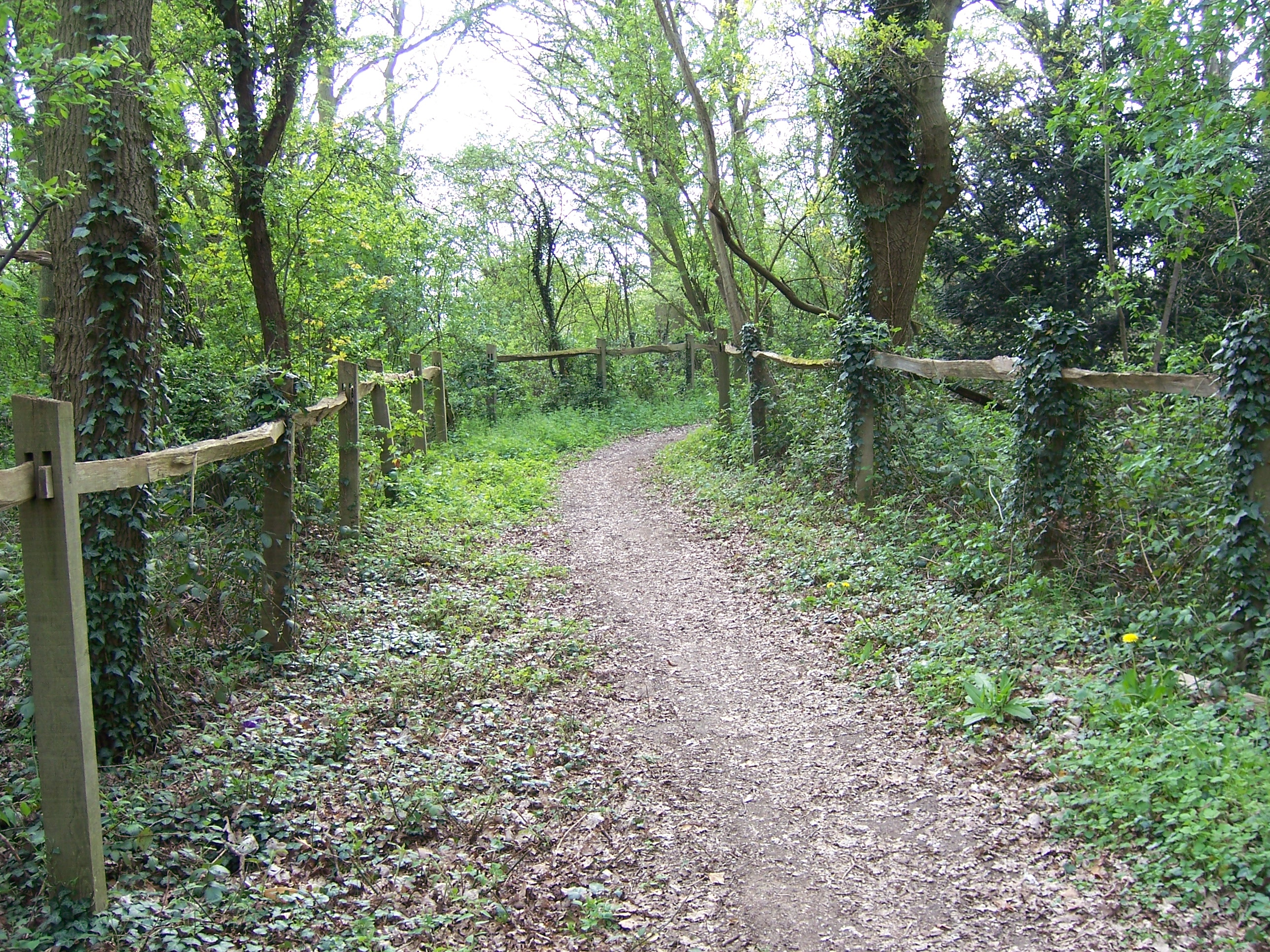
Ruiterpad in Hillingdon (Groot-Londen)

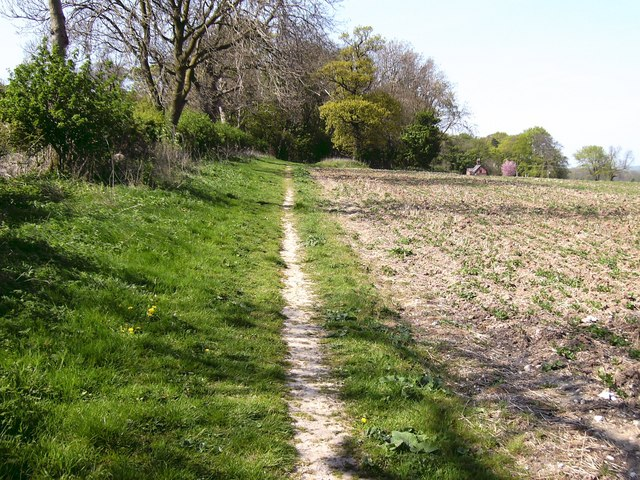
Ruiterpad in Engeland

Een ruiterpad is een speciaal zandpad waarover ruiters kunnen rijden. Een ruiterpad ligt voor het grootste gedeelte vrij van het overige verkeer waardoor een ruiter met zijn of haar paard geen overlast bezorgt aan andere weggebruikers en omgekeerd.
Ruiterpaden zijn met een bordje aangegeven. Er bestaan zowel smalle als brede ruiterpaden. Op brede ruiterpaden is mennen soms ook toegestaan.

## Nederland
Het bord voor ruiterpad kwam in Nederland net als fiets/bromfietspad ook bij het RVV van 1990, alleen bestond ruiterpad wat eerder.
In Nederland is het voor ruiters niet toegestaan het fietspad te gebruiken.

## Galerij

Ruiterpad in Nederland
Einde ruiterpad in Nederland
Ruiterpad in Duitsland
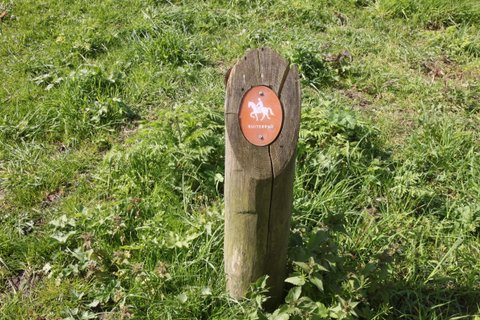
Markering ruiterpad
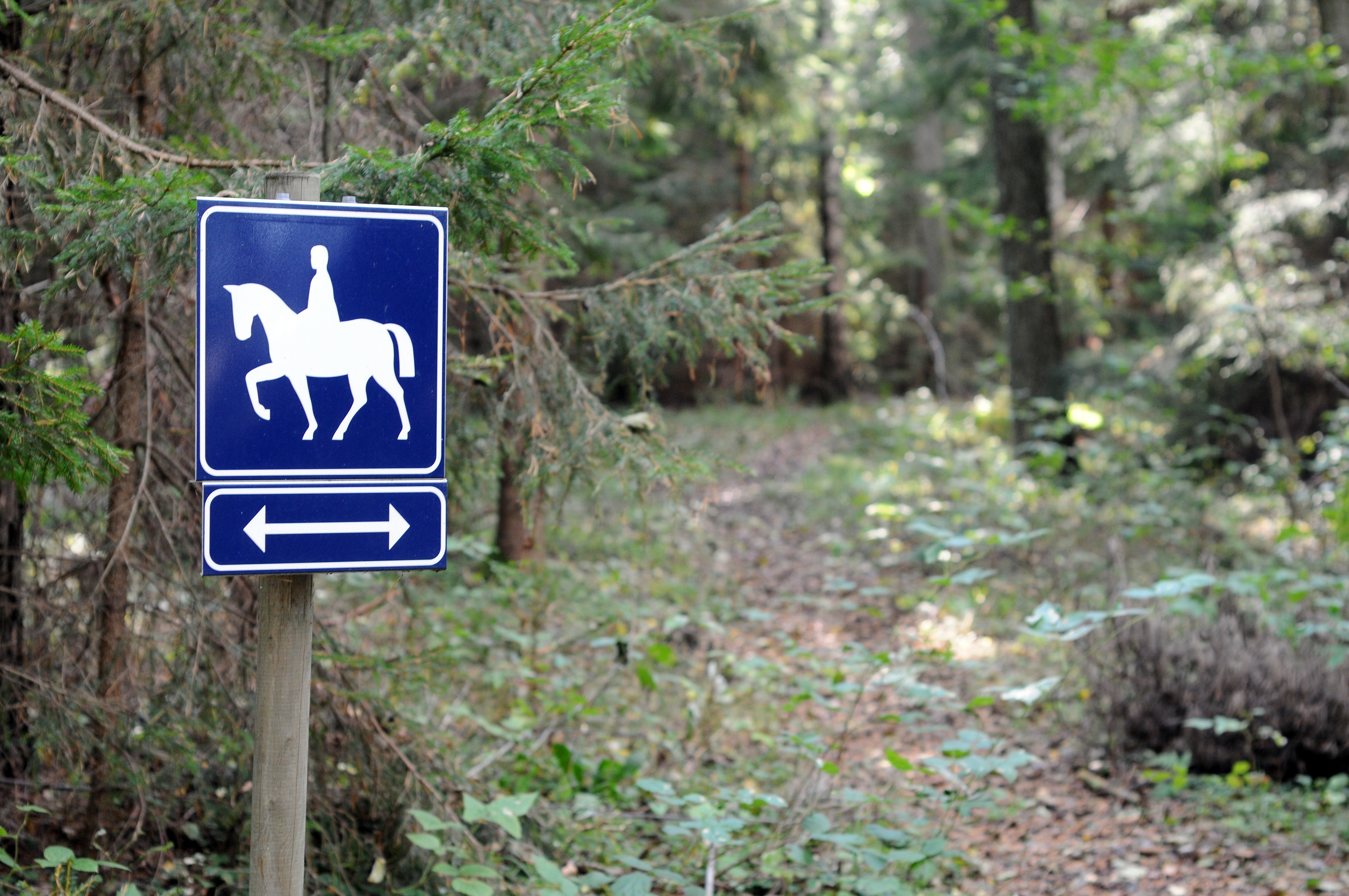
Ruiterpad in Zweden
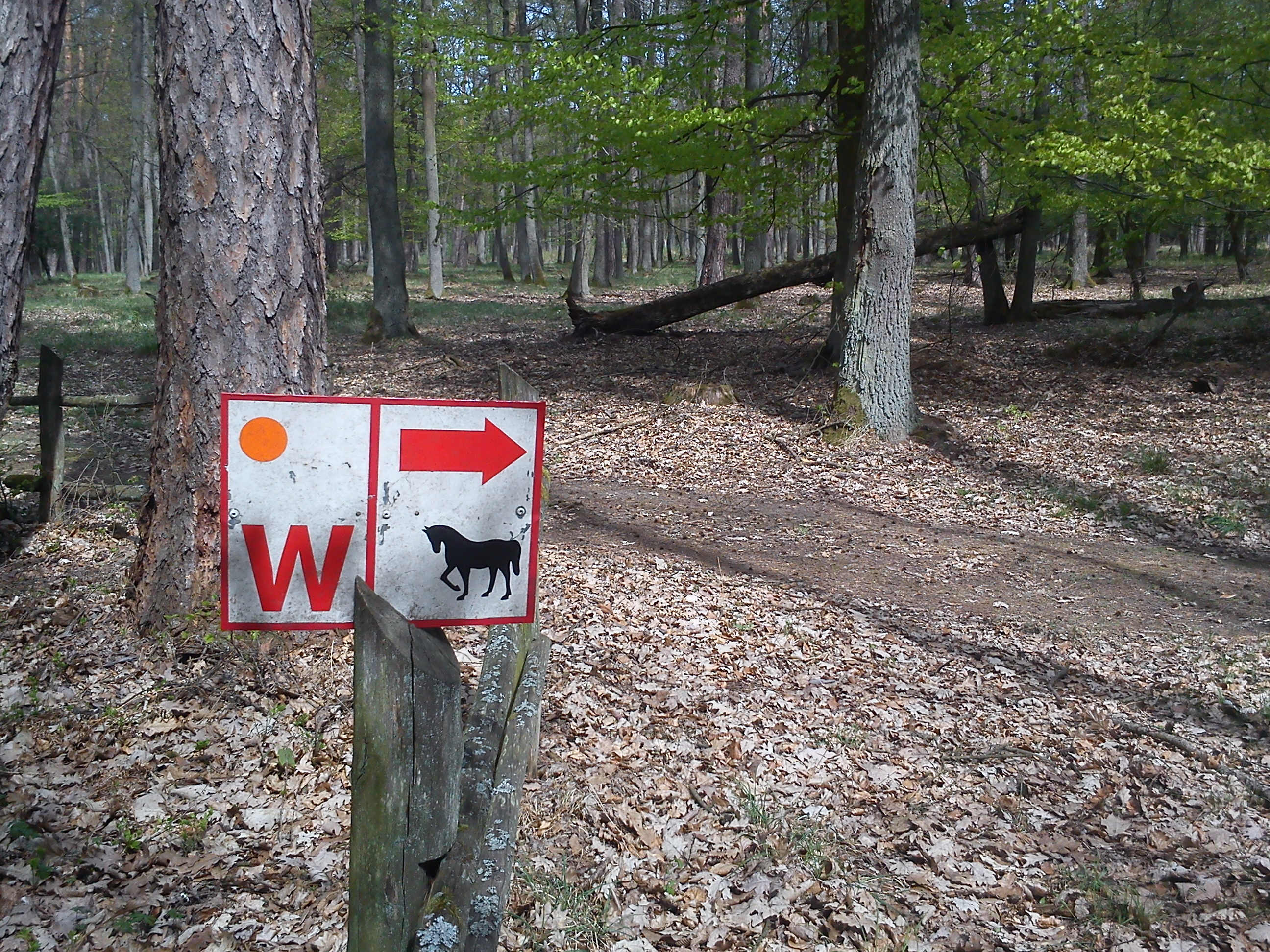
Markering in Polen